# Sekirci
Sekirci (makedonska: Секирци) är en ort i Nordmakedonien. Den ligger i kommunen Dolneni, i den centrala delen av landet, 60 kilometer söder om huvudstaden Skopje. Sekirci ligger 623 meter över havet och antalet invånare är 423.